# Planície de Manzicerta
A planície de Manzicerta (em turco: Malazgirt ovası; em curdo: deşta Milazgirê; em armênio: Մանազակերտի Դաշտ; romaniz.: Manazkerti dašt) está localizado na parte norte do distrito de Manzicerta.

## Geologia e geomorfologia
A planície de Manzicerta compreende uma área de 450 quilômetros quadrados e está localizada na bacia do rio Patnos, que deságua no vale do Murate. No oeste, sem interrupção, se junta à planície de Bulaneque a uma altitude de 1500-1700 metros. Corresponde, grosso modo, ao extinto distrito (gavar) de Apaúnia, da província da Turuberânia do Reino da Armênia. É limitada ao norte pelas montanhas Salcanse, a nordeste pelas montanhas Aque e Hamurperte, ao sul pelo distrito de Bulaneque e a leste pelo monte Supecane e as montanhas Jemalverdi, situadas na fronteira do distrito de Patnos, em Are. De modo geral, tem clima árido e relevo plano, cortado pelos vulcões Blejã, Patnos e Cotevã. Na bacia do Manzicerta, é coberta por pântanos. É rica em água, dada a presença de vários riachos que fluem através dela, como o Cojassu, o Corsu (Körsü), o Xequerbulaque (Şekerbulak), o Badixane (Bağdişan) e o Quessique (Kesik). Apesar disso, eles são raramente utilizados à irrigação.